# Georg von Hertling
Georg Frierdich Graf von Hertling (Darmstadt, 31 agosto 1843 – Ruhpolding, 4 gennaio 1919) è stato un politico tedesco, Cancelliere dal 1º novembre 1917 al 30 settembre 1918.

## Biografia
Von Hertling nacque a Darmstadt in una famiglia dell'aristocrazia cattolica del Granducato d'Assia. Il padre, Jakob Freiherr von Hertling era consigliere del tribunale di corte dell'Assia, la madre era Antonie (nata von Guaita). Suo bisnonno, Johann Friedrich von Hertling dal 1790 era consigliere segreto e ambasciatore del Principato di Palatinato-Baviera. La nonna materna era  Magdalena Maria Caroline Francisca Brentano, detta Meline (1788–1861), sorella di Clemens Brentano e sposata con Georg Friedrich von Guaita (1772–1851) che fu per più mandati sindaco della Città libera di Francoforte.
Nonostante l'influenza della madre che era molto religiosa abbandonò l'intenzione di diventare prete e studiò filosofia a Münster, a Monaco e a Berlino orientandosi, su consiglio del suo parente Franz Brentano verso la carriera accademica. La sua carriera subì dei rallentamenti anche a causa della sua profonda convinzione nell'infallibilità della chiesa.
Entrò a far parte del Reichstag nel 1875 fino al 1890 e poi di nuovo dal 1896 al 1912. 

## Prima guerra mondiale
Sostenne, durante la prima guerra mondiale, le posizioni del cancelliere Theobald von Bethmann-Hollweg e ne rifiutò il posto alla di lui caduta in disgrazia. Fu solo dopo le dimissioni del successore di Bethmann, Georg Michaelis, che accettò il posto di Cancelliere e di presidente del consiglio prussiano: non però fu in grado di opporsi al potere dell'alto comando militare, guidato da Paul von Hindenburg e Erich Ludendorff, nonostante fosse stato già deputato al Reichstag e leader del Partito di Centro.
Il 3 ottobre 1918 Hertling fu rimpiazzato da Massimiliano di Baden.